# Крекінг-установка Морріс
Крекінг-установка Морріс — підприємство нафтохімічної промисловості в штаті Іллінойс. Поряд з установкою в Клінтоні є одним з двох виробництв свого типу на Середньому Заході США (та одним з небагатьох в країні розташованих поза регіоном Мексиканської затоки).
За сімдесят кілометрів на південний захід від Чикаго в містечку Морріс, яке знаходиться  на однойменній з штатом річці Іллінойс (ліва притока Міссісіппі), починаючи з 1972 року діє установка парового крекінгу (піролізу) вуглеводневої сировини. Під час модернізації у 1996-му її потужність збільшили на 32 тисячі тонн етилену на рік, до 512 тисяч тонн. На початку 21 століття цей показник рахувався вже як 550 тисяч тонн, а станом на середину 2010-х його довели до 606 тисяч тон.
Як сировину установка використовує етан (80%) та пропан (20%). Традиційно виробництво отримувало сировину по трубопроводу Ethane-Propane Mix, котрий прямує від канзаського центру фракціонування Конвей. А у 2000 році в Іллінойсі звели газопереробний завод Aux Sable Liquid Product, котрий провадить виділення зріджених вуглеводневих газів (в тому числі етана та пропана) із природного газу, доправленого з Канади по Alliance Pipeline (на момент зведення він міг вилучати 40 тисяч барелів етана на добу).
Продукований піролізним виробництвом етилен далі споживається на цьому ж майданчику для виробництва лінійного поліетилена низької щільності (295 тисяч тон) та поліетилена низької щільності (275 тисяч тон). Крім того, цей олефін потрібен розташованому в Тасколі (все той же штат Іллінойс) заводу синтетичного етанола потужністю 135 тисяч тон на рік.
Спершу власником підпримства була компанія Northern Petrochemical, яка в середині 1980-х поступилась цим активом на користь корпорації Quantum Chemical. Під час розділу останньої в 1996-му виробництво етилену відійшло Millennium Chemicals, котра невдовзі разом з Lyondell утворила спільну компанію Equistar. В подальшому  Lyondell (з 2007-го LyondellBasell) стала одноосібним власником Equistar, основна частина потужностей з виробництва етилену якої зосереджена в регіоні Мексиканської затоки (установки в Ла-Порте, Ченнелвью, Копус-Крісті).  
В червні 1989 року на установці в Морріс стався вибух, який потягнув за собою тримісячні відновлювальні роботи. Під час запуску відремонтованого об’єкту в експлуатацію відбувся ще один вибух, котрий забрав життя двох осіб та вивів установку з ладу до кінця року.